# Heilige-Geestmolen
De Heilige-Geestmolen is een watermolen in de tot de Vlaams-Brabantse gemeente Holsbeek behorende plaats Nieuwrode, gelegen aan de Geestmolenstraat 25.
Deze watermolen op de Winge van het type onderslagmolen fungeerde als korenmolen.

## Geschiedenis
In 1460 was voor het eerst sprake van een Molen van den H. Geest. In 1597 werd een nieuwe molen gebouwd. Hij was eigendom van de armentafel van de Heilige Geest. In 1761 werd het tegenwoordige molenhuis gebouwd. In 1935 werd het watermolenbedrijf beëindigd. Het rad zou zijn gebruikt bij herstelwerkzaamheden aan een watermolen te Alken. Ook het binnenwerk werd verwijderd.
Het molenhuis werd omgebouwd tot woning.